# Pjäxgrundet
Pjäxgrundet är ett skär i Åland (Finland). Det ligger i Skärgårdshavet och i kommunerna Vårdö och Saltvik i landskapet Åland, i den sydvästra delen av landet. Ön ligger omkring 44 kilometer nordöst om Mariehamn och omkring 260 kilometer väster om Helsingfors.
Öns area är 0,7 hektar och dess största längd är 180 meter i sydöst-nordvästlig riktning. Trakten är glest befolkad. Det finns inga samhällen i närheten.